# Parava
Parava – wieś w Rumunii, w okręgu Bacău, w gminie Parava. W 2011 roku liczyła 829 mieszkańców.